# Indianin Tanaru
Indianin Tanaru, zwany też Człowiekiem Dziury  lub Człowiekiem z dziury (ur. w latach 60. XX wieku, zm. w lipcu 2022 na Terytorium Rdzennej Ludności Tanaru) – tubylec żyjący samotnie w amazońskiej dżungli w brazylijskim stanie Rondônia. Był jedynym mieszkańcem chronionego Terytorium Rdzennej Ludności Tanaru, ustanowionego przez brazylijski rząd w 2007 roku.
Nie wiadomo, jakim językiem mówił Człowiek Dziury, jak nazywał się jego lud, ani jak brzmiało jego prawdziwe imię. Był ostatnim żyjącym przedstawicielem swojego plemienia po ludobójstwie dokonanym przez brazylijskich osadników w latach 70. i 90. XX wieku. Postanowił pozostać w izolacji aż do swojej śmierci w 2022 roku. Prowadził głównie życie myśliwego i zbieracza, często się przemieszczał i w każdej ze swoich chat pozostawił po sobie głęboką dziurę w ziemi o nieznanym przeznaczeniu, skąd powstał jego popularny przydomek. Przeżył atak uzbrojonych farmerów w 2009 r. Został znaleziony martwy w swojej ostatniej chacie w sierpniu 2022 r.

## Ludobójstwo jego plemienia
Człowiek Dziur nie był dobrowolnym samotnikiem. Został zmuszony do życia w samotności po tym, jak jego rodacy zostali zamordowani w akcie ludobójstwa rdzennej ludności Brazylii. Prawdopodobnie większość jego plemienia została zamordowana przez osadników w latach 70. XX wieku, mniej więcej w tym samym czasie, gdy podobne masakry miały miejsce w pobliżu zamieszkujących te tereny plemion Akuntsu i Kanoê. Niedobitki ludu Człowieka Dziury zginęły w ataku nielegalnych górników w 1995 r., zaś on sam zdołał zbiec do głębiej położonych obszarów puszczy. W 1996 r. Brazylijska Narodowa Fundacja Ludności Tubylczej (FUNAI) odkryła pozostałości zrównanej z ziemią wioski plemienia.  Aż do momentu wymordowania plemię Człowieka Dziury pozostawało w izolacji, więc nie wiadomo, jak się nazywali, jakim językiem mówili ani jakie było prawdziwe imię Człowieka Dziury.

## Życie w izolacji
FUNAI po raz pierwszy stwierdziła istnienie Człowieka Dziury w 1996 r. Pracownicy tej agencji zauważyli, że okresowo przenosił on swoje siedlisko, w którym budował słomiane chaty. Polował na dziką zwierzynę, zbierał owoce i miód, a także sadził kukurydzę i maniok. Na przestrzeni lat FUNAI zidentyfikowało ponad 50 domostw, które sam zbudował. Jego przydomek pochodzi od głębokiej dziury, którą znajdowano w każdej opuszczonej przez niego chacie. Początkowo uważano, że otwory te służyły do łapania zwierząt lub do ukrywania się w nich, jednak niektórzy obserwatorzy spekulowali również, że mogły one mieć znaczenie religijne. Otwory były wąskie i miały ponad 1,8 m głębokości. W zrujnowanej wiosce odkrytej przez FUNAI w 1996 r. znaleziono 14 podobnych dziur wykonanych przez jego współplemieńców przed ich wymordowaniem.
Zgodnie z brazylijską konstytucją, ludność tubylcza ma prawo do terytoriów, które „tradycyjnie zajmuje”. W 2007 roku FUNAI oficjalnie utworzyła takie terytorium na powierzchni 8000 ha puszczy, w obszarze bytowania Człowieka Dziury i nadała mu oficjalną nazwę Terytorium Rdzennej Ludności Tanaru. Nazwa pochodzi od rzeki, która przepływa przez to terytorium. FUNAI monitorowała systematycznie Człowieka Dziury i starała się zapobiegać wtargnięciom na jego teren.  Mimo to Człowiek Dziury został zaatakowany przez uzbrojonych mężczyzn w listopadzie 2009 r., ale udało mu się przeżyć.    
Mimo że unikał bezpośredniego kontaktu z innymi, Człowiek Dziury był świadomy, że jest obserwowany przez osoby z zewnątrz. FUNAI okazjonalnie zostawiała mu prezenty w postaci narzędzi i nasion, dzięki czemu "uzyskała pewien poziom jego zaufania”. Czasami dawał on sygnały obserwującym zespołom, aby unikały pułapek, które tworzył bądź to w celach obronnych lub jako forma polowania na zwierzęta. W 2018 r. FUNAI opublikowała nagranie wideo z jego udziałem, aby podnieść świadomość opinii publicznej na świecie na temat zagrożeń dla odizolowanej, rdzennej ludności Brazylii. Na nagraniu widać, że mężczyzna, który w chwili zdarzenia miał prawdopodobnie około 50 lat, był prawdopodobnie zdrowy.  

## Śmierć
24 sierpnia 2022 r. agent FUNAI Altair José Algayer znalazł zwłoki Człowieka Dziury w jego ostatniej chacie. Znaleziono go „leżącego w hamaku i ozdobionego piórami ary, jakby czekał na śmierć”. Wg FUNAI zwłoki Człowieka i ich otoczenie nie wskazywały, aby doszło do przemocy. Ciało przewieziono do stolicy stanu Porto Velho w celu przeprowadzenia sekcji zwłok, której celem było ustalenie przyczyny zgonu. Na podstawie autopsji stwierdzono, że Człowiek Dziur zmarł z przyczyn naturalnych w lipcu 2022 i miał około 60 lat w chwili zgonu. Pogrzeb mężczyzny, pierwotnie zaplanowany na 14 października, odbył się ostatecznie 4 listopada po uzyskaniu przez FUNAI nakazu sądowego wydania jego ciała agencji. Został pochowany zgodnie z tradycyjnym indiańskim zwyczajem, w tym samym miejscu, w którym znaleziono jego ciało w sierpniu. Jego miejsce pochówku zostało wkrótce zbezczeszczone przez okolicznych farmerów, co doprowadziło do ponownych apeli o stałą ochronę ziemi, na której mieszkał on i jego plemię.